# Licuala orbicularis
Licuala orbicularis är en enhjärtbladig växtart som beskrevs av Odoardo Beccari. Licuala orbicularis ingår i släktet Licuala och familjen Arecaceae. Inga underarter finns listade i Catalogue of Life.

## Bildgalleri

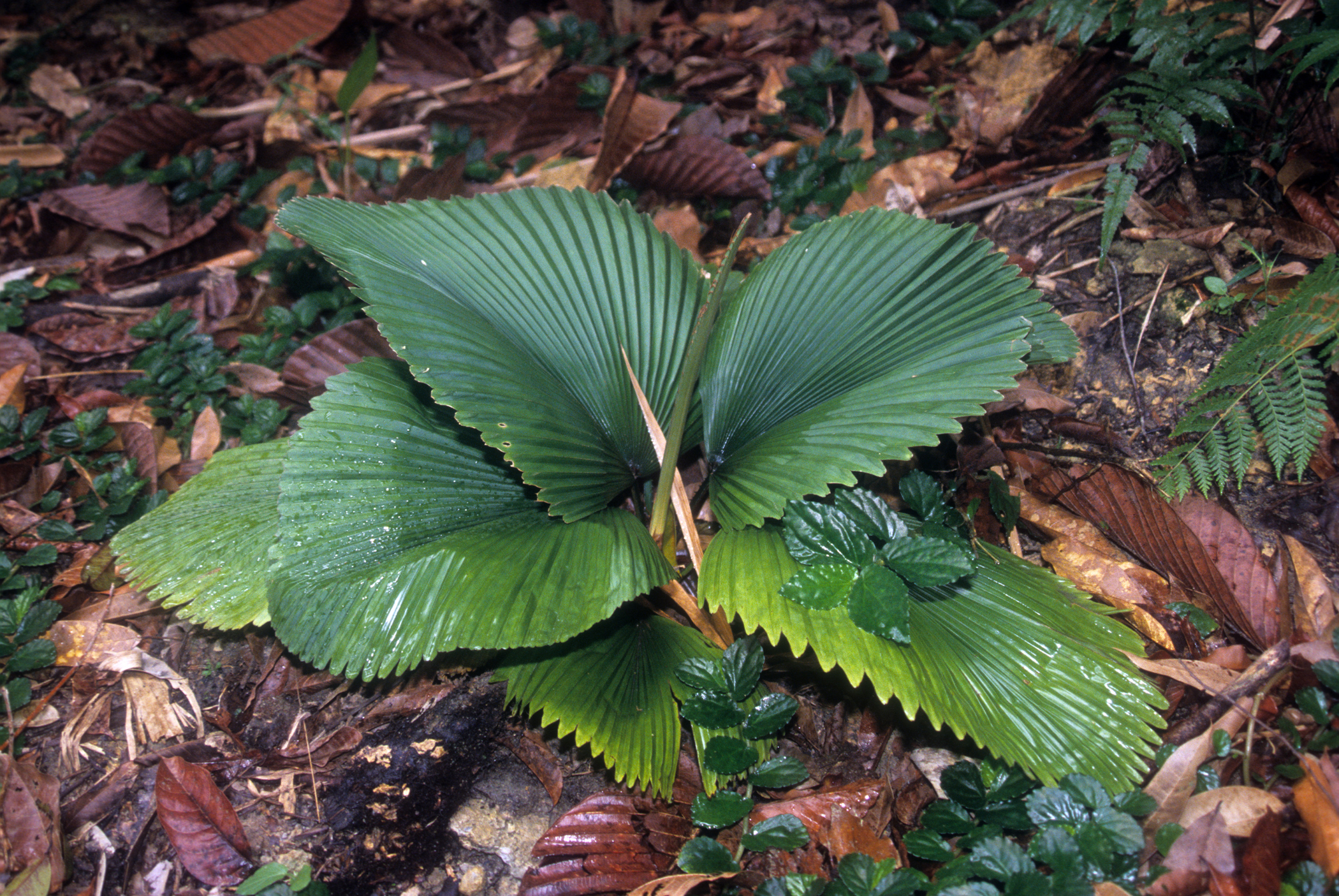